# Markiza de Pompadour
Jeanne Antoinette Poisson, poznatija kao Madame ili Markiza de Pompadour (29. prosinca 1721. – 15. travnja 1764.) bila je poznata ljubavnica francuskog kralja Luja XV.

## Rani život
Madame de Pompadour, rođena je 1721. godine u Parizu kao Jeanne Antoinette Poisson. Moguće je da je njezin biološki otac bio bogati trgovac Le Normant de Tournehem koji je postao njezin skrbnik nakon što je njezin "zakoniti" otac nakon jednog skandala 1725. bio prisiljen napustiti Francusku, a ona je nastavila živjeti s majkom i sestrom. Njezin je mlađi brat bio Abel-François Poisson de Vandières koji je kasnije postao markiz de Marigny. 
1741. (s 19 godina) udala se za Charlesa-Guillaumea Le Normanta d'Etiollesa, nećaka svojeg skrbnika. S njim je dobila dvoje djece, dječaka koji je umro godinu dana nakon rođenja i Alexandrine-Jeanne rođenu 10. kolovoza 1744.
Zbog malih usta, ovalnog lica i duhovitosti smatrana je prilično lijepom i uskoro su joj se otvorila vrata salona tadašnjeg francuskog građanstva.

## Kraljeva ljubavnica
1745. na maskenbalu upoznaje Luja XV. Ubrzo ostavlja svoga muža i seli se u Versailles kako bi bila kraljeva ljubavnica. Zahvaljujući vezi s kraljem prva se doselila u Versailles, a da nije imala plemićke krvi. Bila je jedna od najvažnijih osoba toga vremena i na dvoru je provela 20 godina iako je njen odnos s kraljem Louisom XV. trajao samo 6 godina. Ljubavnik joj je bio i poznati venecijanski zavodnik Giacomo Casanova.  
Kralj ju je imenovao markizom i sredio njen razvod s mužem, od tada je poznata kao Markiza de Pompadour. Izgradio je poseban stan za nju s tajnim stubištem koje je vodilo izravno u njegove odaje. Imala je jak utjecaj na kralja pri donošenju važnih odluka, čak se smatra da je ona kriva za Sedmogodišnji rat. Kler i dvorani su bili protiv nje, ali kako je bila velika spletkarošica preživjela je sva iskušenja. 
Bila je dama s dobrim okom za rokoko interijere, voljela je malo i sitno pokućstvo ukrašeno u cvjetnom rokoko stilu pa se takav stil često naziva i Pompadour stil. Svoj utjecaj koristila je i za doprinos razvoju manufakture porculana u Sevresu, kao i financiranje francuskih umjetnika Bouchera i Pagalla. Izravno je podržavala filozofe Voltairea i Helvetiusa kao i Diderota i ostale pariške enciklopediste pa su joj Jezuiti stalno radili o glavi. Svojom rastrošnošću uvelike je pridonijela propasti države te joj se pripisuje izjava: «Poslije nas potop». Iako se nije bojala klera, nakon što ju je francuski biskup želio spaliti na lomači i nakon što je prestao njen odnos s kraljem, zatražila je pomirenje s Crkvom. U 1750-ima imala je dva pobačaja, ali iako je za kralja tražila mlađe ljubavnice da je zamijene, kralj joj je ostao odan do njezine smrti od tuberkuloze 1764. godine. Nakon smrti narod joj je spjevao epitaf: «Ovdje leži ona koja je 15 godina bila djevica, 20 godina bludnica i 7 godina svodnica»
Kao veliki dokaz kraljeve ljubavi za nju je izrađena posebna šalica, koja je imala tanjurić s produbljenim dnom i bila je oslikana slikama njenog najdražeg slikara Bouchera. Naime, pred kraj života Madame je imala drhtave ruke i bilo bi joj nezgodno prisustvovati dvorskim prijemima. Tako ju je kralj želio što duže zadržati uz sebe.
I ona i kralj bili su veliki ljubitelji životinja pa su na dvoru držali pse, mačke, ptice. Madame je imala psića kojeg je nosila svuda sa sobom, a Louis bijelu angora mačku.
Madame je bila i velika obožavateljica šampanjca i govorila je da je šampanjac jedino vino poslije kojeg žena ostaje lijepa. Smatra se i da je čaša za šampanjac prvotno bila oblikovana prema njenoj dojci.

## U popularnoj kulturi
- Klasični ružičasti porculan iz Sevresa nosi naziv «Rose de Pompadour».
- Pompadour frizura nazvana je po njoj.
- "Pompadour potpetice" (poznatije kao "Lujeve potpetice") nazvane su po njoj.
- Likom Madame de Pompadour bavili su se mnogi filmovi i serije počevši s filmom Madame Pompadour iz 1927. u kojem ju je glumila Dorothy Gish. Druge glumice koje su tumačile Madame de Pompadour:
  - Anny Ahlers (Die Marquise von Pompadour, 1931.);
  - Jeanne Boitell (Remontons les Champs-Élyssées, 1938.);
  - Micheline Presle (Si Versailles m'était conté, 1954.);
  - Monique Lepage (Le Courrier du roy, 1958.);
  - Elfie Mayerhofer (Madame Pompadour, 1960.);
  - Noemi Nadelmann (Madame Pompadour, 1996.);
  - Katja Flint, (Il Giovane Casanova, 2002.);
  - Sophia Myles (Doctor Who — "The Girl in the Fireplace", znanstveno fantastična priča, 2006);
  - Hélène de Fougerolles (Jeanne Poisson, Marquise de Pompadour, 2006).
- Madame Pompadour, njemačka opereta uspješno izvođena u Londonu (1923.) i na Broadwayju (1924.)

## Vanjske poveznice
- Stranica madame de Pompadour (engl.)